# Marie Gevers
Maria Theresia Carolina Fanny Gevers (geboren am 30. Dezember 1883 in Edegem; gestorben am 9. März 1975 ebenda) war eine belgische Schriftstellerin und Übersetzerin.

## Leben
Marie Gevers wuchs auf dem großen Anwesen ihrer Eltern, Schloss Missembourg bzw. Mussenborg auf. Ihre Eltern erzogen sie aufgrund einer Familientradition trotz der flämischen Herkunft auf Französisch, der Sprache, in welcher sie alle ihre Werke schrieb. Die restliche Umgebung in den frühen Lebensjahren sprach flämisch. Sie begann, sehr naturverbunden, früh mit erster Poesie, ermutigt durch Émile Verhaeren, mit dessen Familie ihre Eltern bekannt waren.
1908 heirateten Marie Gevers und Jan Frans Willems, welcher ein Nachfahre von Jan Frans Willems war. Der Ehe entstammten zwei Söhne (ein Sohn starb im Zweiten Weltkrieg) und eine Tochter.
Marie Gevers starb im März 1975 in ihrem Elternhaus.

## Werke
Marie Gevers war interessiert an ihrer Herkunft und an Familienforschung und erstellte neben Poesie unter anderem Heimatbücher für Kinder, Gedichtbände und Almanache. Nach 1930 begann sie, auch Prosa zu schreiben. Ins Deutsche wurde sie maßgeblich durch Eva Rechel-Mertens übersetzt. Selbst übersetzte Gevers ebenfalls Werke von flämischen Autoren.
Im Folgenden eine Auswahl aus dem Lebenswerk:
- Missembourg (1917/18, erste Gedichtanthologie)
- La comtesse des digues (1931, Die Deichgräfin, erster Roman)
- Madame Orpha ou la sérénade de mai (1933, Madame Orpha oder Serenade im Mai, zweiter Roman, gilt als Hauptwerk)
- Guldentop (1934)
- Le Voyage de frère Jean (Die glückhafte Reise / Die Reise des Bruders Jean)
- La ligne de vie (1937, Die Lebenslinie)
- Paix sur les champs (Friede über den Äckern; 1970 als Paix sur les champs verfilmt)
- La Grande Marée (Der Damm zerreißt)
- Château de l’Ouest (Hohe Düne)
- Plaisir des météores
- Vie et mort d'un étang
- L'Herbier légendaire (Das Blumenjahr)

## Ehrungen
- Mitglied der Belgischen Akademie für Sprache und Literatur, als erste Frau gewählt im Jahre 1938
- Korrespondez-Mitglied der Bayerischen Akademie der Schönen Künste, 1958
- Prix quinquennal de littérature pour l'ensemble de sa carrière, 1959
- Grand Prix quinquennal de littérature française (alle fünf Jahre vergebener und höchstdotierter belgischer Literaturpreis), 1961